# 信井里站
信井里站（韓語：신정리역）是朝鮮民主主義人民共和國平安北道盐州郡的一個鐵路車站，属于多狮岛线。

## 邻近车站
多狮岛线
龙岩浦站 - 信井里站 - 多狮岛站